# Kafroun
Kafroun est un village de Syrie. Il est situé à 80 km de Homs, 60 km de Tartous, à 2 km de Mashta al helou (un des lieux les plus importants de la Syrie pour le tourisme). Son altitude est de 450 mètres. Sa population est chrétienne. Il y a plusieurs hôtels, plusieurs couvents (pour les pères salésiens don Bosco, des sœurs des Saints Cœurs (jésuites)). Il y a plusieurs églises dont la plus ancienne est sur la montagne de Jabal el Saide, qui surplombe le village.
Le chanteur George Wassouf est né à Kafroun.